# Matthew Clarkin

a Compétitions nationales et continentales officielles uniquement.

Dernière mise à jour le 3 juillet 2024.
Matthew Clarkin, né le 4 juillet 1981 à Cirencester (Angleterre), est un joueur néo-zélandais de rugby à XV qui a évolué au poste de troisième ligne centre au sein de l'effectif du CABBG, puis l'US Montauban, avant de signer à l'Union Bordeaux Bègles, dont il est le capitaine, et où il termine sa carrière après six saisons passées au club.

## Biographie

### Carrière de joueur

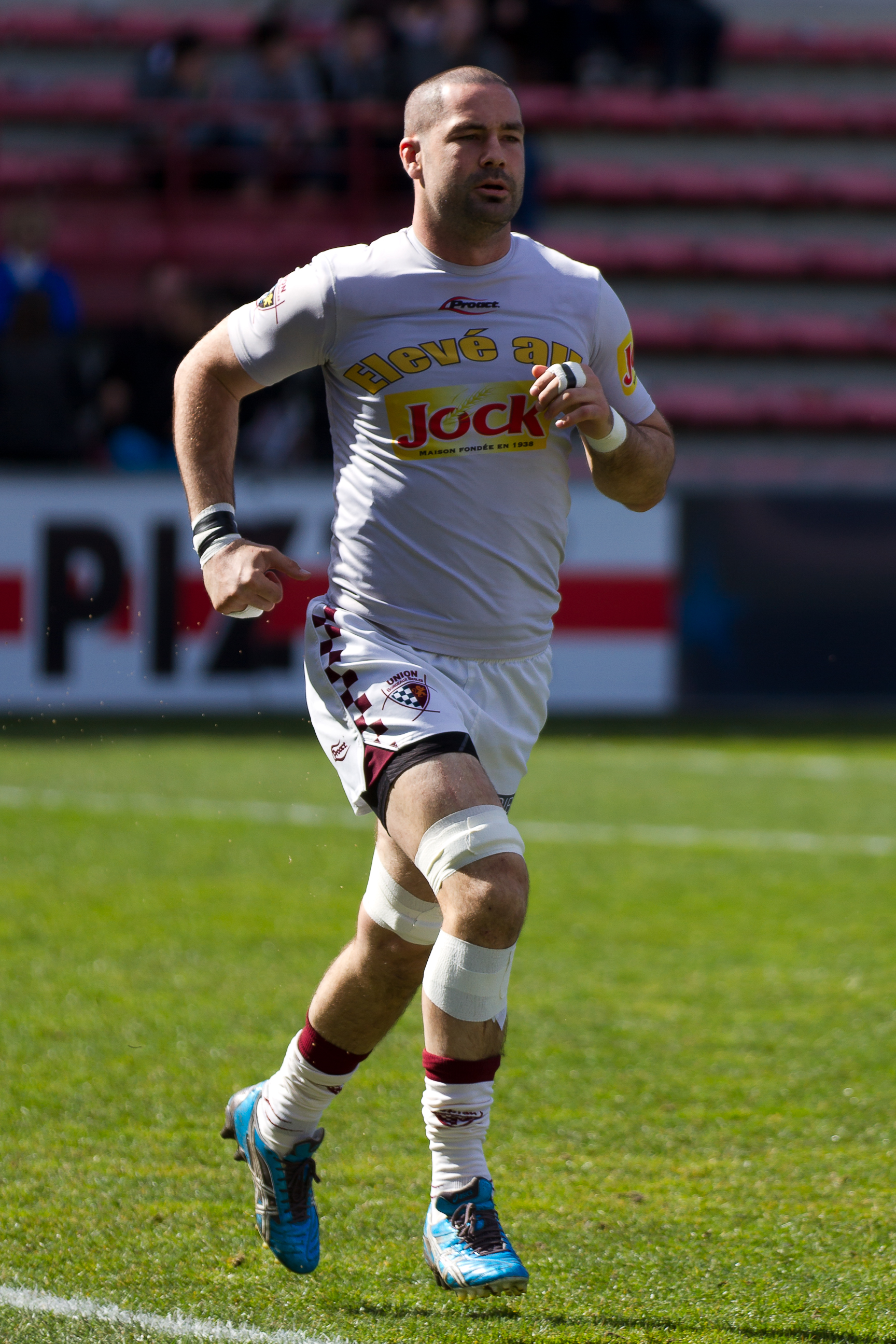
Matthew Clarkin, à l'échauffement avec l'Union Bordeaux Bègles en 2013.

En novembre 2009, il est sélectionné avec l'équipe XV Europe pour affronter les Barbarians français  au Stade Roi Baudouin à Bruxelles à l'occasion du 75e anniversaire de la FIRA – Association européenne de rugby. Les Baa-Baas l'emportent 26 à 39.
En novembre 2014, il est sélectionné dans l'équipe des Barbarians français pour affronter la Namibie au Stade Mayol de Toulon.
Il met un terme à sa carrière à la fin de la saison 2015-2016 après six saisons passées à Union Bordeaux Bègles. Il dispute son dernier match à domicile contre le  CA Brive tout comme son coéquipier Heini Adams, lui aussi depuis six saisons au club. Lors de cette rencontre, après être sorti à la 54e minue, il revient sur le terrain en fin de match pour inscrire un essai et le transformer. Pour sa dernière saison, il dispute sept rencontres de championnat, pour sept points marqués, et quatre matchs de coupe d'Europe.
Du 6 octobre 2014 au 7 janvier 2019, il est secrétaire général adjoint de Provale, le syndicat national des joueurs de rugby.

### Reconversion
Lors de la rentrée 2017, il s'inscrit à la formation de manager général de club sportif dispensée par le Centre de droit et d'économie du sport de Limoges. Il est alors également l'adjoint de Sébastien Calvet, responsable d'Academia, la structure passerelle entre l'association et la partie professionnelle du SU Agen, chargée d'accompagner le développement des jeunes talents agenais.
En 2018, il quitte le SU Agen pour rejoindre le Biarritz olympique en tant que directeur sportif. Il chapeaute l'ensemble des équipes sans empiéter sur le rôle de Jack Isaac, entraîneur en chef de l'équipe professionnelle. Le 22 novembre 2018, Jack Isaac est démis de ses fonctions et Matthew Clarkin devient alors également entraîneur en chef de l'équipe. Il est épaulé par Jacques Cronjé, entraîneur des avants, et Heini Adams, entraîneur des arrières. En 2019, il retrouve son poste de directeur sportif, il laisse le poste d'entraîneur en chef à Nicolas Nadau mais est responsable des entraîneurs professionnels, directeur du centre de formation et directeur sportif de l'association.
Après le changement de propriétaire du club à la fin de la saison 2023/2024, il quitte le BO et suit Jean-Baptiste Aldigé au Stade niçois, promu en Pro D2, dont il devient directeur sportif.

## Carrière

### Joueur
- 2003 - 2004 : CA Bègles-Bordeaux
- 2004 - 2010 : US Montauban
- 2010 - 2016 : Union Bordeaux Bègles

### Entraîneur
| Saison      | Club               | Division | Poste             | Classement | Coupe d'Europe | Challenge européen |
| ----------- | ------------------ | -------- | ----------------- | ---------- | -------------- | ------------------ |
| 2018 - 2019 | Biarritz olympique | Pro D2   | Directeur sportif | 7e         | -              | -                  |

## Palmarès
- Champion de France de Pro D2 : 2006